# Vișina Nouă (okręg Aluta)
Vișina Nouă – wieś w Rumunii, w okręgu Aluta, w gminie Vișina. W 2011 roku liczyła 1767 mieszkańców.